# Archives nationales d'Afghanistan
Pour les articles homonymes, voir Archives nationales (homonymie).

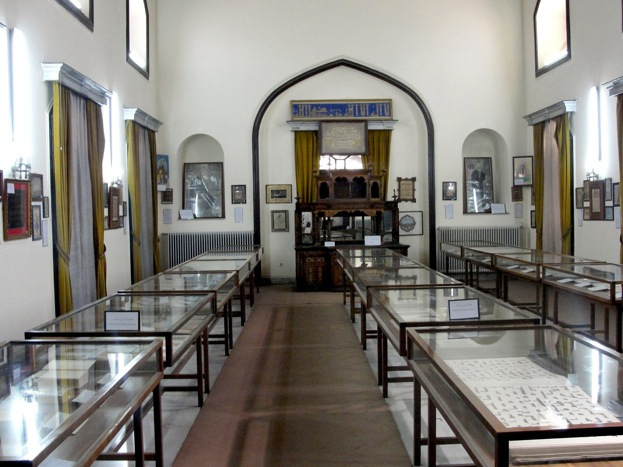
National Archives of Afghanistan

Les Archives nationales d'Afghanistan ont pour fonction de recueillir, de conserver et d'exposer des documents historiques du gouvernement afghan.

## Histoire
Elles sont conservées dans un petit palais construit en 1890 à Kaboul par Abdur Rahman Khan, émir d'Afghanistan de 1880 à 1901, mais il finit par tomber en ruine. En 1973, il fut rénové, et les décorations intérieures, notamment les carreaux peints à l'étain plafond et sculptures sur bois, ont été réparés. Le bâtiment lui-même a été relativement épargné par les attaques à la roquette dans les années 1990 et est en bon état, notamment les boiseries et les plafonds de carreaux peints. Les Talibans ont protégé les documents conservés ici. Toutefois, le système de climatisation qui a aidé à préserver les documents historiques a été détérioré. 
L'inventaire n'a pas encore été dressé et, avec les nombreux changements de gouvernement, la direction déplore la perte de certains livres ou manuscrits. Les étudiants et les universitaires utilisent les archives avec l'autorisation du ministère de la Culture et de la Jeunesse. Les autres visiteurs sont accueillis dans la zone d'exposition qui exhibe des photocopies de documents importants, avec quelques panneaux écrits en anglais. 
Le plus ancien document d'archives a été écrit et scellé par Tamerlan au XIVe siècle. Les livres les plus précieux datent de quatre à cinq siècles, ce sont des Corans anciens enluminés de lettres d'or. Un écrit par Mostafa Heravi est daté  de 1799 mais la plupart des sources manuscrites de l'histoire afghane n'ont pas de nom ou de date. 
Les moyens de cette institution sont sommaires. Par exemple, l'électricité n'y a été introduite que récemment. Le problème de conservation de quelque 1200 livres est très actuel, en raison de la défaillance du système de la climatisation (moisissures). Plusieurs ont été microfilmés mais le matériel de lecture fait défaut. 
En février 2003, une annonce radiodiffusée incitait la population à apporter leurs ouvrages anciens aux Archives nationales.
L'actuel directeur est Abdul Rasul Mahajoor.

## Galerie

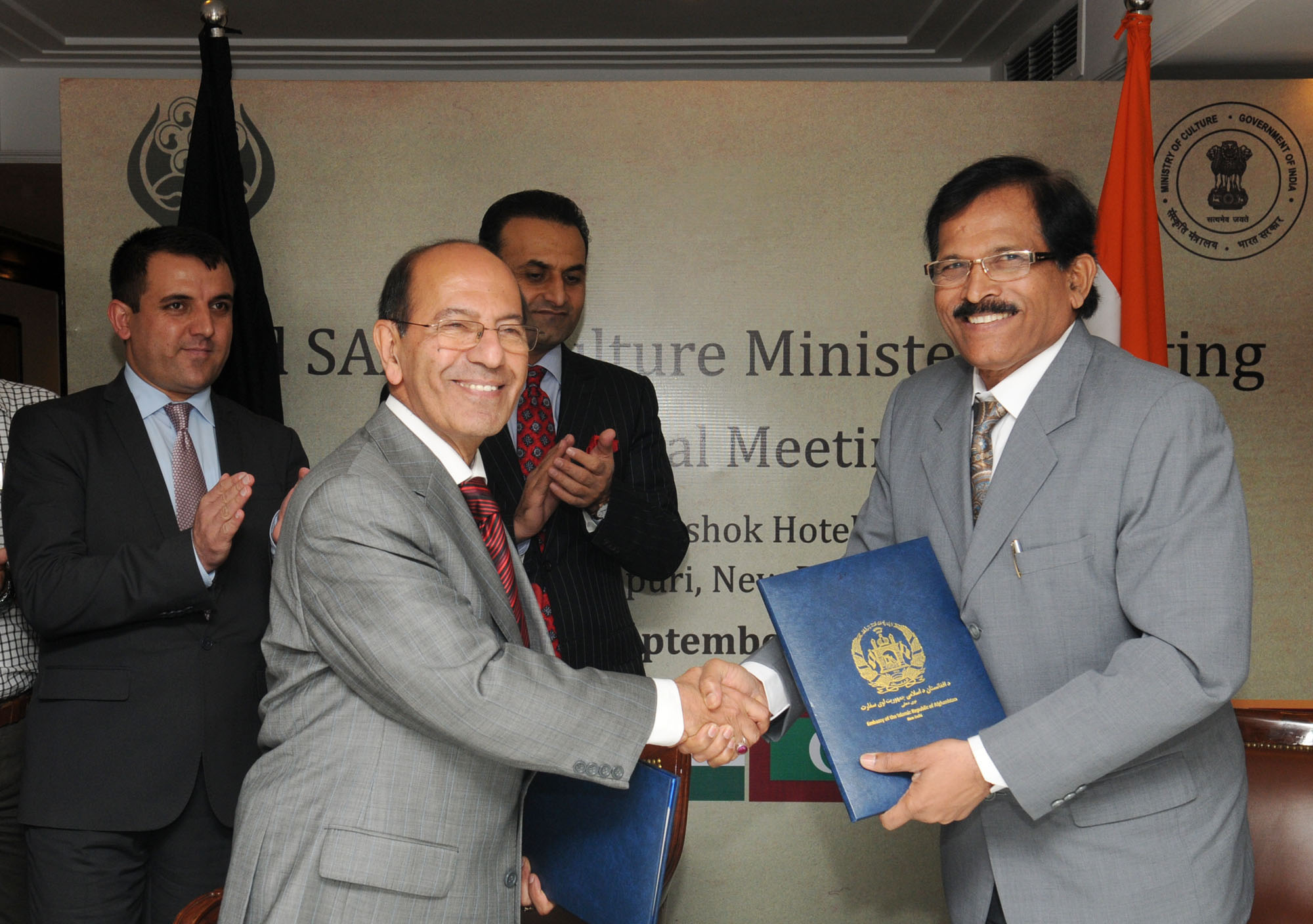
Les ministres de la Culture de l'Afghanistan et de l'Inde ont signé un protocole d'accord entre les Archives nationales de l'Inde et les Archives nationales de l'Afghanistan